# Ezio Zefferi
Ezio Zefferi (Tunisi, 5 settembre 1926 – Roma, 24 dicembre 2020) è stato un giornalista e regista teatrale italiano.

## Biografia
Profugo dalla Tunisia, dopo la liberazione di Roma lavorò al Comando Alleato come interprete di francese. Cominciò a scrivere al Momento Sera e successivamente alla Gazzetta di Mantova dove seguì la famiglia riunitasi dopo la guerra.
Nel 1954 partecipò al primo concorso per Teleradiocronisti indetto dalla Rai a Milano e nel gennaio del 1954 venne assunto cominciando a lavorare ai primi programmi realizzati dalla sede di Corso Sempione (Entra dalla comune, dedicato al mondo del teatro). Nella Rai di quegli anni i giornalisti facevano un po' di tutto: radiocronisti sportivi e di cronaca, documentari radiofonici e televisivi. Nel 1956 si trasferì a Napoli, nel 1960 partecipò come radiocronista alle Olimpiadi per quanto riguarda soprattutto il pugilato. In TV, nei primi anni Sessanta, fu la quarta voce del calcio, dopo Nicolò Carosio, Nando Martellini e Giuseppe Albertini, commentando qualche incontro di serie A o di serie B. In quegli anni realizzò vari documentari rintracciabili nelle teche Rai per programmi curati, tra gli altri, da Enzo Biagi. Trasferitosi a Roma si occupò dei Servizi speciali del Telegiornale succedendo a Sergio Zavoli. Nella notte tra il 20 e il 21 luglio 1969 organizza le varie fasi della lunga diretta dello sbarco sulla Luna da Roma con i giornalisti Tito Stagno, Andrea Barbato e il corrispondente dagli Stati Uniti Ruggero Orlando. Dopo la riforma del 1976 partecipò con Andrea Barbato alla creazione del TG2 e soprattutto delle rubriche giornalistiche di approfondimento di cui fu responsabile (TG2 Dossier, Grandangolo, Sestante...). Fu nominato Vicedirettore del TG2 e intanto coltivò la sua passione per la musica che lo porterà, una volta lasciata la Rai, alla nomina a Sovrintendente del Teatro Regio di Torino. Curò la regia di numerose opere liriche: La fanciulla del west a Verona, Rigoletto a Bari, Norma a Padova, La bohème e La forza del destino a Cagliari e molte altre ancora.
Nel 2010 ottenne la cittadinanza onoraria a Castellammare del Golfo.